# Saa gik 1941
|  | Denne artikel er oprettet af botten Steenthbot ud fra en ekstern database. Den kan derfor have sproglige fejl eller mangler. Denne skabelon kan fjernes efter kontrol af indholdet. |

Saa gik 1941 er en dansk dokumentarisk optagelse fra 1941.

## Handling
Magasin du Nords årsrevy 1941:

1) Modeopvisning for børn den 11.-13. marts. Lille Jessie synger, og Tove udfører en stepdans. Skuespiller Christian Arhoff er konferencier (med lyd)

2) Modeopvisning hos Wivex den 1.-3. april. Forårsnyhederne præsenteres med musik af Teddy Petersens Orkester.

3) Årets studenter besøger Magasin og får blomster og forfriskninger.

4) Sommermoden vises på Bellevue Strandhotel.

5) Magasins personale holder sig i form. Der dyrkes gymnastik, boksning og fægtning i fægtemester Eigil Larsens lokaler på Kgs. Nytorv.

6) Den store luftværnsøvelse søndag den 30. november: en brandbombe har ramt hovedtårnet. De sårede bringes til lazarettet. En brandbombe slukkes med sand.

7) Pølsegilde afholdt af Storebjergforeningen (feriekoloni) på Den Engelske Kro med underholdning ved Helge Kjærulff-Schmidt.

8) Juleudstillingen "De gode gamle dage". Udstillingen får besøg af 100 damer fra De Gamles By - de beværtes med kaffe og lagkage. Jacob Texière (1879-1944) læser Klods-Hans for børn og voksne (med lyd). En modelby er bygget op til stor glæde for børn og voksne.

## Medvirkende
- Helge Kjærulff-Schmidt
- Jacob Texière
- Christian Arhoff